# 大神子テニスセンター
徳島県日峯大神子広域公園庭球場は、徳島県徳島市大原町の日峯大神子広域公園内にあるテニス競技場。大神子海岸のすぐ側に位置する。2020年3月から愛称は大神子病院しあわせの里テニスセンター。

## 主な施設
- 管理棟
  - 事務所
  - ロッカールーム
  - シャワールーム
  - 更衣室
  - 会議室（大・小）
  - 身障者用トイレ
- 運営棟
  - 事務所
  - 会議室（大会本部）
  - 放送施設
  - 倉庫
- テニスコート - 16面（砂入り人工芝）
- ナイター照明施設 - 16面
- シャドーコート
- 駐車場 - 乗用車193台、大型バス9台、無料

## 交通
- JR徳島駅より車で約30分。
- 徳島バス「大神子」行き、「大神子テニスセンター（終点）」下車より徒歩約5分。